# Садловський Роман Іванович
Роман Іванович Садловський (нар. 30 жовтня 1964, Львів — пом. 17 січня 2021, Львів) — український поет і графік, учасник літературної групи «Лугосад».

## Біографія
Народився 30 жовтня 1964 року у Львові. Закінчив Львівську середню школу № 33 (1981) та філологічний факультет Львівського університету імені Івана Франка (1986). Працював викладачем у системі профтехосвіти, на бібліотечній роботі. Автор поетичної збірки «Зимівля» (1996, 2007), книжок візуальної поезії «Сонні сонця» (1996), «Два вікна» (1999). Працює в галузі поезографіки. Належить до літературних груп «Лугосад», «Наукове і мистецьке братство зорослова».
Брат літературознавця й перекладача Юрія Садловського. Був одружений з Маріанною Венцек-Садловською.

## Творчість
- Садловський Р. Зимівля // ЛУГОСАД: поетичний ар'єргард. — Львів: ВФ «Афіша», 1996. — С. 110—157.
- Садловський Р. Зимівля // Лугосад. Об'єктивність канону. — Львів: ЛА «Піраміда», 2007. — С. 4-67.

Окремі публікації Романа Садловського в книжкових виданнях:
1. Садловський Р. «Коли б поверхня моря…»; «В ритм вечірнього міста…»; Двічі про сніг; «Вже потім — день…»; «Розмови навколо…» // Вітрила-86: Поезія, проза, творча майстерня / Упорядники М. Д. Сом, Ю. О. Сердюк. — К.: Молодь, 1986. — С. 39-40.
2. Садловський Р. Портрет почне говорити: Триптих часу (І, ІІ, ІІІ); Портрет невідомого; Лунатичний березень; Ніч; Іграшковий бунт; Воля; Земляк // Високий Замок: Творчість молодих. Поезія, переклад, проза, публіцистика / Упорядник М. Й. Людкевич. — Львів: Каменяр, 1989. — С. 84-87.
3. Садловський Р. Іграшковий бунт // Біла книга кохання: Антологія української еротичної поезії XX століття (Анонс) / Упорядкування В. Стах. — [Київ]: Бібліотека журналу «Час», [1992]. — С. 49.
4. Садловський Р. Портрет невідомого // XXV. Jubileuszowa Krakowska Noc Poetów. Kraków — Lwów — Norymberga. XXV ювілейна Краківська Ніч Поетів. Краків — Львів — Нюрнберг. 25. Jubiläum der Krakauer Dichternacht. Krakau — Lemberg — Nürnberg. — Краків: Краківське відділення Спілки польських літераторів, 1997. — С. 69.
5. Садловський Р. Сонні сонці; Притча; Подорож до того берега // Дев'ятдесятники: Антологія нової української поезії / Упорядник В. Махно. — Тернопіль: Лілея, 1998. — С. 161—164.
6. Садловський Р. Навпроти світу // Королівський ліс: Альманах / Упорядник В. Неборак. — Львів: Класика, 2000. — С. 217.
7. Садловський Р. Подорож до того берега; Прихід // Сто років юності: Антологія української поезії XX ст. в англомовних перекладах / Упорядники О. Лучук, М. Найдан. — Львів: Літопис, 2000. — С. 672.
8. Садловський Р. Чернетка мого романсу // Королівський ліс-2: Альманах кохання / Упорядник І. Лучук. — Львів: ЛА «Піраміда», 2002. — С. 364.
9. Садловський Р. Автопортрет; Чорнобілий вірш; Над землею; Сонні сонця; Навпроти світу; Два вікна; Непорозуміння; Прихід; Прощаючись; Двір переддня // Дивоовид: Антологія української поезії XX століття / Упоряд., передм., довідки про авт. І. Лучука. — Тернопіль: Навчальна книга — Богдан, 2007. — С. 682—688.
10. Садловський Р. «Ніколи вже не бігтимеш…»; Іграшковий бунт // Біла книга кохання: Антологія української еротичної поезії / Упоряд. І. Лучука, В. Стах; передм. І. Лучука; післям. В. Стах. — Тернопіль: Навчальна книга — Богдан, 2008. — С. 211.
11. Садловський Р. Іграшковий бунт; «Ніколи вже не бігтимеш…»; Прихід; Давно; Чернетка мого романсу // Літургія кохання: Антологія української любовної лірики кінця XIX — початку XXI століття / Упоряд., передм., довідки про авт. І. Лучука. — Тернопіль: Навчальна книга — Богдан, 2008. — С. 623—625.

## Візуальна поезія (бібліографія)
Книжки Романа Садловського
1. Садловський Р. Сонні сонця. — Львів: ФІРА-люкс, 1996. — 24 с. — (Серія «Об'явлення Івана Богослова». Кн. 3). — Зміст: А нашо зміст? Фото: Іван Лучук, Юрій та Роман Садловські. Львів, 1990 (С. 24). — [Зміст: Лучук І. Солярна сонна віршокнига (С. 3); Садловський Р. Сонні сонця [20 шпальт] (С. 4-23)].
2. Садловський Р. Два вікна. — Львів: Астрон, 1999. — [24 с.]. — (асоціація українських письменників; наукове і мистецьке братство зорослова; лугосад). — Зміст: І. Л. [Іван Лучук]. Дві слові про дві вікні (передмова) (С. 3); Садловський Р. Два вікна [19 шпальт] (С. 4-22); Примітки (С. 23); Н. Г. [Назар Гончар] одноГО разу роман… (післямова) (С. 24).
Окремі публікації в книжкових виданнях
3. Садловський Р. [Візуальна поезія «ЛУГОСАД»] // Золотий гомін: Українська поезія світу / Упорядник А. Мойсієнко. — Київ: Головна спеціалізована редакція літератури мовами національних меншин України, 1997. — С. 530.
4. Садловський Р. Навпроти світу [30 шпальт] // Королівський ліс: Альманах / Упорядник В. Неборак. — Львів: Класика, 2000. — С. 218—222.
5. Садловський Р. Без назви (Зоровий паліндром); Ніколи вже не бігтимеш назустріч; Два вікна [19 шпальт] // Поезографія: Сучасна зорова поезія українською мовою / [Англ. і укр. мовою]; Упорядник Т. Назаренко. — Київ: Родовід, 2005. — С. 151—162.
6. Садловський Р. Візуальний паліндром // Лучук І. Велес — се лев; Гончар Н. Не здуру ґуру дзен. — Тернопіль: Навчальна книга — Богдан, 2008. — С. 44(45).
Окремі публікації в періодиці
7. Садловський Р. [Графічна композиція «За»] // Ратуша. — 1992. — 4 лютого. — Рубрика «Парнасленд».
8. Садловський Р. Сидять [графічна композиція] // Ратуша. — 1992. — 10 грудня.
9. Садловський Р. Куля; Непритомність [графічні композиції] // Ратуша. — 1993. — 4 лютого. — Рубрика «Парнасленд».
10. Садловський Р. То ти [графічна композиція] // Ратуша. — 1993. — 6 квітня.
11. Садловський Р. Сонця [графічна композиція] // Ратуша. — 1993. — 1 травня.
12. Садловський Р. [Графічна композиція «Раки»] // Ратуша. — 1993. — 28 серпня. — Рубрика «Парнасленд».
13. [Садловський Р.]. [Графічна композиція «Рак Ікар»] // Кремнюк. — 1993. — № −3. — Осінь. — С. 22. — Підп.: САД.
14. Садловський Р. Корона, І // Ратуша. — 1994. — 26 травня.
15. Садловський Р. Просто кобіта (паліндром) // Ратуша. — 1994. — 2 червня.
16. Садловський Р. [Візуальна поезія; графічна композиція «Барабан»; Ex libris Григорій Сковорода; візуальна поезія] // Стоки [Рига]. — 1995. — № 2. — С. 10, 11, 12, 18.
17. Садловський Р. [5 візуальних поезій] // Смолоскип. — 1996. — Ч. 1. — Травень. — С. 26-27. — Рубрика «Літературне бістро».
18. Садловський Р. [Візуальна поезія; графічна композиція «Барабан»; Ex libris Григорій Сковорода; Rainis. Кадр Романа Садловського] // Стоки: Література, мистецтво, життя [Рига]. — 2000. — № 3. — С. 9, 10, 11, 16.

## Каталоги виставок
1. Українська Зорова Поезія. Виставка (11.03-13.03.1994). Український Католицький Університет ім. св. Климентія, філія в Лондоні. Каталог виставки: Апологія байдужости; Автопортрет в автобусі (Н. Гончар, Львів). Ніколи вже не бігтимеш… (Р. Садловський, Львів)
2. Contemporary Visual Poems from Ukraine. Silver Image Gallery. Haskett Hall. Ohio State University. October 31 — November 4, 1994. Self-portrait in a bus (N. Honchar, Lviv); You will run no longer (R. Sadlovskyj, Lviv).